# Biblia (miniserial TV)
Biblia (în engleză The Bible) este un miniserial de televiziune american bazat pe Biblie. Acesta este produs de Roma Downey și Mark Burnett și a fost difuzat săptămânal în Statele Unite între 3 și 31 martie 2013 pe History Channel. Proiectul a fost conceput de către Burnett și Downey, aceștia fiind căsătoriți, după "vizionarea" Celor Zece Porunci, în versiunea lui Cecil B. DeMille, pentru prima dată din copilărie.
În afară de Burnett și Downey, producători executivi sunt Richard Bedser, Dirk Hoogstra și Julian P. Hobbs. Serialul s-a bucurat de un mare succes atât în Statele Unite, cât și în străinătate. Primul episod al serialului a fost vizionat de 13.1 mil. de telespectatori, cea mai mare audiență de televiziune prin cablu în Statele Unite în anul 2013, inclusiv și în prezent (ianuarie 2014). Al doilea episod, de asemenea a reprezentat un succes, atrăgând 10,8 milioane de telespectatori. Al treilea episod prezentat pe 17 martie 2013 a obținut poziția 1 pe toate posturile de televiziune de duminică seara în SUA, cu 10,9 milioane de telespectatori în total. Astfel "Biblia", a primit peste de 100 de milioane de vizualizări cumulative, în mai puțin de o lună.
Serialul a primit trei nominalizări la Premiul Emmy pentru cel mai bun serial, cea mai bună editare de sunet și mixaj de sunet la 18 iulie 2013.
Burnett a anunțat că o versiune de lungmetraj a filmului cu o durată de trei ore, legată de Învierea Domnului, este în lucru. Un film denumit Fiul Lui Dumnezeu a premiera la 28 februarie 2014.

## Descriere
Serialul acoperă textul biblic de la "Geneză la Apocalipsă" într-"o mare narațiune," în cinci părți a câte două ore, fiecare conținând două sau trei povești biblice prezentate prin acțiune live și imagini generate pe calculator. Potrivit lui Burnett, au fost incluse povești "evidente", cum ar fi Arca lui Noe, Exodul sau viața lui Iisus Hristos: Nașterea, Răstignirea și Învierea. Cinci ore prezintă întâmplări descrise în Vechiul Testament, iar cinci din Noul Testament. Serialul se bazează pe noua versiune internațională și pe noua versiune standard revizuită a Bibliei.

## Distribuție
Distribuția serialului este "internațională", fiind aleasă astfel pentru a se evita "distragea atenției publicului de la recunoașterea unor celebrități"; mulți dintre actori provenind dintr-un cartier de teatru londonez. În lista de mai jos, fiecare oră reprezintă un episod întreg.
- Diogo Morgado ca Isus din Nazaret (5 episoade)
- Darwin Shaw ca Petru (5 episoade)
- Paul Brightwell ca Malchus (4 episoade)
- Roma Downey ca Maica Domnului (4 episoade)
- Greg Hicks ca Pilat din Pont (4 episoade)
- Sebastian Knapp ca Ioan (4 episoade)
- Amber Rose Revah ca Maria Magdalena (4 episoade)
- Adrian Schiller ca Caiafa (4 episoade)
- Andrew Brooke ca Antonius (3 episoade)
- Louise Delamere ca soția lui Pilat din Pont, Claudia (Sfânta Procula) (3 episoade)
- Matthew Gravelle ca Toma (3 episoade)
- Simon Kunz ca Nicodem (3 episoade)
- Joe Wredden ca Iuda (3 episoade)
- Fraser Ayres ca Baraba (2 episoade)
- Paul Marc Davis ca Simon (2 episoade)
- Paul Freeman ca Samuel (2 episoade)
- Will Houston ca Moise (2 episoade)
- Joe Forte ca tânărul Moise (1 episod)
- Melia Kreiling ca Batșeba (2 episoade)
- Dhaffer L'Abidine ca Urie (2 episoade)
- Francis Magee ca Saul (2 episoade)
- Con O'Neill ca Paul (1 episod)
- Leila Mimmack ca tânăra Maria (2 episoade)
- Stephanie Leonidas ca Rahab (1 episod)
- Mohamen Mehdi Ouazanni ca Satana (2 episoade)
- Gary Oliver ca Avraam (2 episoade)
- Andrew Scarborough ca Joshua (2 episoade)
- Clive Wood ca Natan (2 episoade)
- Hara Yannas ca Michal (2 episoade)
- Jassa Ahluwalia ca tânărul David (1 episod)
- Nonso Anozie ca Samson (1 episod)
- Jake Canuso ca Daniel (2 episoade)
- Sam Douglas ca Irod (2 episoade)
- Gerald Kyd ca Cirus cel Mare (1 episod)
- Peter Guinness ca regele Nabucodonosor al II-lea (1 episod)
- Langley Kirkwood ca bătrânul David (1 episod)
- Paul Knops ca Adam (1 episod)
- Darcie Lincoln ca Eva (1 episod)
- Hugo Rossi ca Isaac (1 episod)
- Conan Stevens ca Goliat (1 episod)
- Kierston Wareing ca Delila (1 episod)
- Lonyo ca Înger păzitor (1 episod)

## Episoade
1. In the beginning, premiera la 3 martie 2013
2. Exodus, 3 martie 2013
3. Homeland, 10 martie 2013
4. Kingdom, 10 martie 2013
5. Survival, 17 martie 2013
6. Hope, 17 martie 2013
7. Mission, 24 martie 2013
8. Betrayal, 24 martie 2013
9. Passion, 31 martie 2013
10. Courage, 31 martie 2013

## Legături externe
- Site web oficial
- The Bible - History Channel (official History Channel website)
- The Bible la Internet Movie Database